# Kummersdorfer Heide/Breiter Steinbusch
Kummersdorfer Heide/Breiter Steinbusch este o arie protejată (arie specială de conservare — SAC, sit de importanță comunitară — SCI) din Germania întinsă pe o suprafață de 1.001,82 ha, integral pe uscat.

## Localizare
Centrul sitului Kummersdorfer Heide/Breiter Steinbusch este situat la coordonatele 52°07′37″N 13°19′31″E / 52.1269°N 13.3253°E.

## Înființare
Situl Kummersdorfer Heide/Breiter Steinbusch a fost declarat sit de importanță comunitară în septembrie 2000 pentru a proteja 6 specii de animale. Situl a fost protejat și ca arie specială de conservare în septembrie 2009.

## Biodiversitate
Situată în ecoregiunea continentală, aria protejată conține 8 habitate naturale: Vegetație psamofilă uscată cu pășuni deschise de Corynephorus și Agrostis, Pajiști uscate europene, Pajiști cu Molinia pe soluri calcaroase, turboase sau argilos-nămoloase (Molinion caeruleae), Fânețe de joasă altitudine (Alopecurus pratensis, Sanguisorba officinalis), Mlaștini turboase de tranziție și turbării mișcătoare, Păduri de stejar sau de stejar și carpen sub-atlantice și medio-europene de Carpinion betuli, Păduri acidofile de stejar bătrân cu Quercus robur pe câmpii nisipoase, Păduri aluvionare cu Alnus glutinosa și Fraxinus excelsior (Alno-Padion, Alnion incanae, Salicion albae).
La baza desemnării sitului se află mai multe specii protejate:
- mamifere (3): liliac cârn (Barbastella barbastellus), vidră de râu (Lutra lutra), liliac cu urechi mari (Myotis bechsteinii)
- nevertebrate (3): croitorul mare al stejarului (Cerambyx cerdo), fluturele purpuriu (Lycaena dispar), Osmoderma eremita

Pe lângă speciile protejate, pe teritoriul sitului au mai fost identificate 10 specii de plante, 3 specii de amfibieni, 8 specii de mamifere, 1 specie de reptile.